# Bolivarita
La bolivarita és un mineral de la classe dels fosfats. Rep el nom en honor d'Ignacio Bolívar (9 de novembre de 1850, Madrid - 19 de novembre de 1944, Ciutat de Mèxic), naturalista, entomòleg i director del Museu Nacional de Ciències Naturals d'Espanya, a Madrid.

## Característiques
La bolivarita és un fosfat de fórmula química Al₂(PO₄)(OH)₃·4-5H₂O. Va ser publicada com a espècie vàlida per l'Associació Mineralògica Internacional l'any 1921. Cristal·litza de manera amorfa. La seva duresa a l'escala de Mohs és 2,5.
Possiblement es tracti només d'una varietat d'evansita. En aquest cas, si la bolivarita fos formalment desacreditata, l'evansita tindria prioritat com a nom d'espècie.

## Formació i jaciments
Va ser descoberta a Pontevedra (Galícia), i posteriorment també ha estat descrita a Brandberg (Àustria), a la mina Ashio (Tochigi, Japó), i al dipòsit de ferro d'Agbaja (Kogi, Nigèria). Als territoris de parla catalana ha estat descrita a les mines d'Alum de La Vilella Alta (Priorat).